# Бад-Дюрргайм
Бад-Дюрргайм (нім. Bad Dürrheim) — місто в Німеччині, знаходиться в землі Баден-Вюртемберг. Підпорядковується адміністративному округу Фрайбург. Входить до складу району Шварцвальд-Бар.
Площа — 62,09 км2. Населення становить 13 414 ос. (станом на 31 грудня 2020).